# バッシング (映画)
『バッシング』 は、小林政広監督の2005年の映画。占部房子主演。2004年に発生したイラク日本人人質事件をモチーフに製作された。
第58回カンヌ国際映画祭のコンペティション部門で上映された。

## ストーリー
中東の某国で武装グループに人質にされたのちに解放された女性・高井有子は、帰国後、北海道のとある海辺の町で暮らす家族ともどもマスコミや周囲の人々から激しいバッシングに遭う。
有子の父・孝司は、30年間勤務し続けた工場から退職するよう強いられる。孝司は退職後、自宅で昼から大量の酒を飲むようになり、有子が激しい国民的批判を受け続けていることへの強いストレスのため、ある日マンションのベランダから飛び降り自殺してしまう。
継母の典子は孝司の葬儀後、有子に対し、「あの人を返してよ!」と繰り返し訴える。それでも有子は意思を変えず、再び中東へ渡航するのだった。

## キャスト
- 高井有子：占部房子
- 高井典子：大塚寧々
- 高井孝司：田中隆三
- 支配人：香川照之
- 本多菊次朗
- 加藤隆之
- 板橋和士